# 东方广场 (马德里)

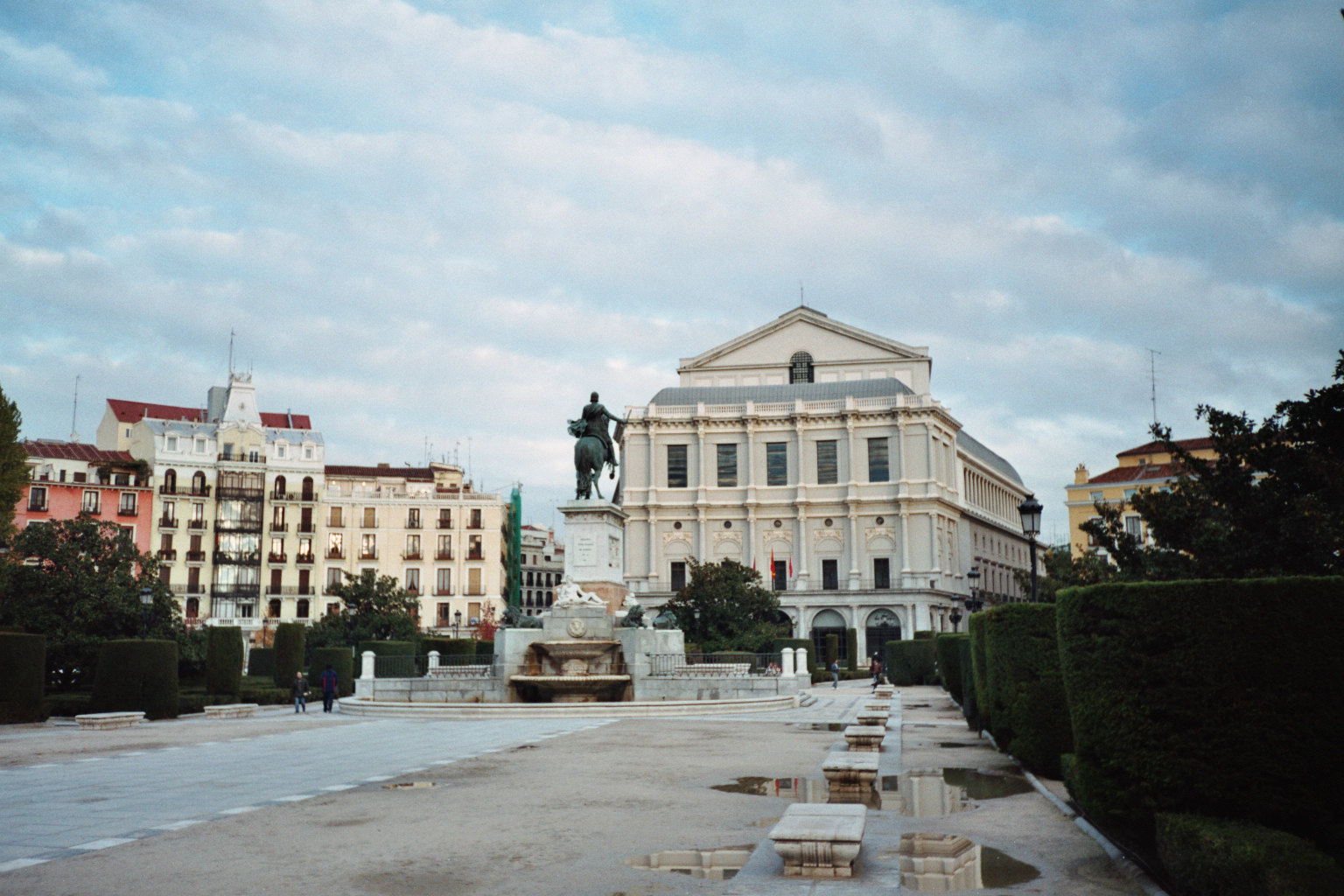
东方广场

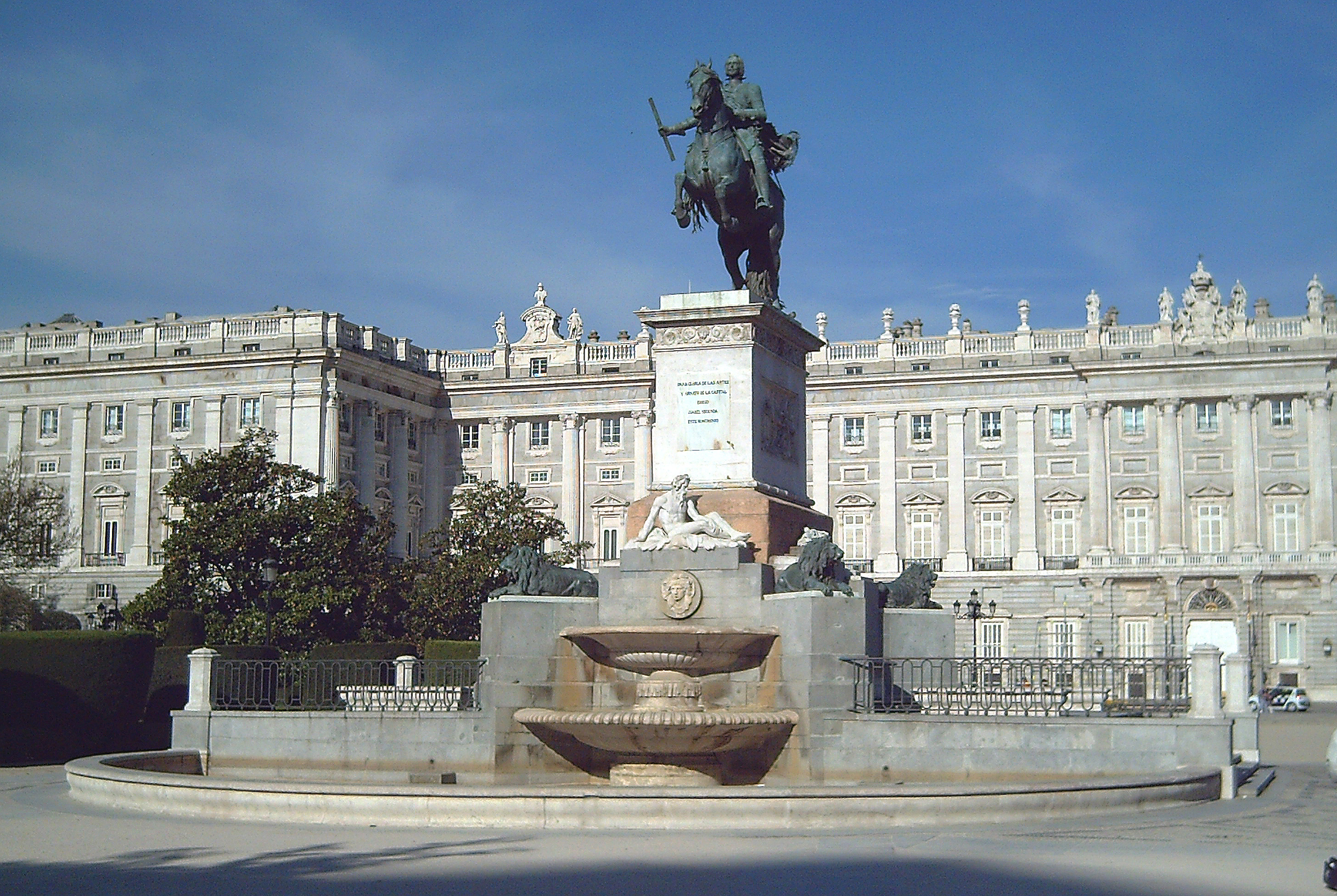
腓力四世雕像

东方广场（Plaza de Oriente）是西班牙首都马德里的一个广场，西侧和东侧分别是马德里王宫与皇家剧院。花园内有喷泉和国王腓力四世骑马雕像。在皇家剧院一侧，一系列小酒吧排列成半圆形。
东方广场的建立可以追溯到19世纪初约瑟夫·波拿巴时期。